# Лопатино (Торбеевский район)
Лопатино - село, центр сельской администрации в Торбеевском районе. Население 292 чел. (2001), в основном мордва-мокша.
Расположено в 15 км от районного центра и железнодорожной станции Торбеево. Название-антропоним: основателями (17 в.) этого населенного пункта были служилые люди Лопатины. В «Списке населённых мест Тамбовской губернии» (1866) Лопатино - деревня казённая из 84 дворов Спасского уезда. В 1930-е гг. в селе создан колхоз «Заря», с конца 1990-х гг. - СХПК. В современной инфраструктуре Лопатино - средняя  школа, библиотека, ДК, медпункт, магазин; памятник уроженцам села, погибшим в годы Великой Отечественной войны; церковь Донской Божьей Матери (построена в 1856 на средства помещиц Кильдишевой и Рогожиной). Лопатино - родина писателя и учёного А.И. Мокшони, поэта-песенника П.Н. Черняева. В Лопатинскую сельскую администрацию входят деревня Аксёновка (135 чел.), Гальчёвка (106), Зарубята (37), Шмидовка (47 чел.).

## Источник
- Энциклопедия Мордовия, В.П. Лузгин.

1. ↑  Численность и размещение населения Республики Мордовия. Итоги Всероссийской переписи населения 2010 года